# Harmen Abma
Harmen Abma (Hijlaard, 21 november 1937 - Sneek, 30 november 2007) was een Friese beeldend kunstenaar van abstracte en conceptuele kunst. Abma maakte midden jaren zestig deel uit van de kunstenaarsgroep De Bende van de Blauwe Hand in Harlingen.
Met het combineren van roestig betongaas, behangerslinnen, verf en later elektriciteitsdraad en golfplaat bracht Abma een symbiose tot stand tussen zijn vroegste materiewerken uit de late jaren zestig en de werken die in de jaren zeventig en tachtig ontstonden op grond van afgemeten geometrie, kleurmenging en kleurcombinaties. Dat resulteerde in een essentiële doorbraak; een fase binnen zijn ontwikkeling waarin objectiviteit en subjectiviteit, ordening en expressie, rede en emotie volledige afstemming vonden - een fase ook waarin zijn werk zich wezenlijk onderscheidde.
Omstreeks het midden van de jaren negentig begon Abma te experimenteren met het beschilderen van op betongaas gespannen linnen. Het regelmatige raster van dit uit de bouw afkomstige (rest)materiaal, dat door de mazen van het bespannen linnen zichtbaar bleef, werd uitgangspunt bij het schilderen en bepaalde uiteindelijk maat en ritmiek van de schildering.
Deze reeks schilderingen op bespannen betongaas werd vervolgd met een serie werken waarin Abma gekleurde elektriciteitsdraden over betongaas leidde en verknoopte tot lineaire structuren, assemblages die zich ogenschijnlijk voordoen als driedimensionale vertalingen van tekeningen. Behalve het buigzame, maar tegelijkertijd weerspannige elektriciteitsdraad, maakte de kunstenaar na verloop van tijd ook gebruik van andere restmaterialen, zoals hout en polyester golfplaat.
Dit laatste materiaal paste Abma tegen het einde van zijn leven toe in een kleine, zelfstandige serie werken. Nog nadrukkelijker dan de schilderingen op bespannen betongaas roepen deze golfplaatcomposities landschappelijke associaties op.